# Kotaro Kiyooka
Kotaro Kiyooka (japanisch 清岡 幸大郎 Kiyooka Kotaro; * 12. April 2001 in der Präfektur Kōchi) ist ein japanischer Ringer.

## Karriere
Kiyooka begann schon in jungen Jahren mit dem Ringen und studierte ab 2020 an der Japanischen Sportuniversität. 2023 wurde er japanischer Meister und belegte bei den U23-Weltmeisterschaften den neunten Platz.
Seinen internationalen Durchbruch feierte Kiyooka bei den Olympischen Spielen 2024 in Paris, wo er die Goldmedaille im Leichtgewicht gewann. Im selben Jahr trat er auch für den KSC Hösbach in der deutschen Ringer-Bundesliga an.
Seine jüngere Schwester Moe Kiyooka ist ebenfalls erfolgreiche Ringerin und wurde 2024 Weltmeisterin.